# ماريسول سوانجاس
ماريّا سوليداد سوانجاس جونثاليث (مواليد أجولادا المعروفة باسم ماريسول سوانجاس) هي عالمة بيولوجيا عالم بيولوجي إسبانية متخصصة في علم الأحياء الدقيقة. تُعتبر باحثة بارزة على المستوى العالمي في مكافحة سرطان الجلد الأقل شيوعًا ولكنه الأكثر فتكًا، وهو الميلانوما. تشغل منصب مديرة مجموعة أبحاث الميلانوما في المركز الوطني للأبحاث السرطانية.

## السيرة المهنية
وُلدت سوانجاس في بلدية أجولادا، بمقاطعة بونتيفيدرا، في منطقة جاليسيا، عام 1968. منذ أن كانت في الخامسة من عمرها، كانت تطمح لأن تصبح عالمة. بدأت دراستها الجامعية في جامعه لاكورونيا،وتخصصت في علم الأحياء الدقيقة بجامعة مدريد المستقلة، حيث حصلت على درجة الدكتوراه من خلال أطروحة بعنوان “التوصيف الهيكلي والوظيفي للبروتين المرتبط بالحمض النووي أحادي السلسلة في العاثية ²29”.
في عام 1997، أصبحت باحثة في مختبر جولد سبيرنج هاربورد في نيويورك، حيث تخصصت في دراسةآليات موت الخلايا.
تلقت تدريبها في مختبر العالمة الإسبانية الشهيرة مارجريتا سالاس، في مركز البيولوجيا الجزيئية سيفيرو أوتشوا، إلى جانب شخصيات بارزة مثل كريستينا غارميندياو ماريا بلاسكو. تأثرت سوانجاس بشدة بمثال سالاس، مما جعلها تعتبر أنه من الطبيعي تمامًا أن تشغل النساء مناصب قيادية في مجال العلوم.
بين عامي 2002 و2008، عملت في جامعة ميشيغان بالولايات المتحدة الأمريكية، حيث تعرضت لنوع من التمييز الأبوي من قبل مدير قسمها، بسبب كونها امرأة وشابة. ومع ذلك، فقد أدرك هذا الأخير خطأه وقام بتصحيح سلوكه.
في عام 2008، عادت إلى إسبانيا، ومنذ ذلك الوقت أصبحت مديرة مجموعة أبحاث الميلانوما في المركز الوطني للأبحاث السرطانية، حيث تقود جهودًا بحثية كبيرة في مجال مكافحة السرطان، مع التركيز بشكل خاص على سرطان الجلد والميلانوما. بالإضافة إلى ذلك، تشغل منصب عميدة الشؤون العلمية في المركز.
في عام 2017، تمكن الفريق الذي تقوده من تطوير نماذج حيوانية (فئران مضيئة بيولوجيًا) أطلقوا عليها اسم ميتاليرت، حيث كانت هذه النماذج الأولى من نوعها التي سمحت برؤية الطرق التي ينتشر من خلالها الورم. كان هذا إنجازًا فريدًا وغير مسبوق، وله تأثيرات علمية عديدة. حازت هذه الدراسة على لقب أفضل بحث في العلوم الحيوية لعام 2017 وفقًا لمجلة نيتشر العلمية، كما تم نشر نتائجها في مجلات علمية مرموقة مثل خليه وخلية سرطانية ومجلة ساينس ونيتشر سيل بايولوجي و نيتشر كوميونيكيشن وغيرها.
تركز مشاريع مختبرها على ضمان أن تكون الأبحاث ذات فائدة مباشرة للمرضى. ومن خلال شركة بيونتك ، التي شاركت سوانجاس في تأسيسها، حصلوا على موافقة لإجراء أول تجربة سريرية على مريض عام 2018.
بالإضافة إلى عملها البحثي، تشارك سوانجاس في مبادرات لتشجيع الفتيات والنساء على دخول مجال العلوم، بهدف تقليل الفجوة بين الجنسين وكسر الصور النمطية المتعلقة بدور المرأة في هذا المجال. كما أنها إحدى المؤسِّسات لمجموعة “نساء مؤثرات في غاليسيا''التي تهدف إلى إبراز المواهب النسائية غير المرئية في غاليسيا.
في 13 فبراير 2024، أعلنت ماريسول سوانغاس إصابتها بسرطان الثدي.

## الجوائز والتكريمات
حصلت ماريسول سوانغاس على ما يقارب اثني عشر جائزة تقديرًا لمسيرتها العلمية. في عام 2009، منحتها حكومة غاليسيا جائزة ماريا جوسيڤا ونينبرجر بلانليس تقديرًا لمشوارها المهني.
في عام 2017، كرّمها المؤتمر العالمي للميلانوما، الذي عُقد في بريزبن (أستراليا)، بمنحها جائزة Estela Medrano Memorial Award التي تقدمها جمعية أبحاث الميلانوما، وذلك تقديرًا لإنجازاتها البحثية ولدورها البارز كواحدة من أكثر الباحثات تأثيرًا في هذا المجال، حيث ساهم فريقها البحثي في تسليط الضوء على العملية المعقدة لنشوء وتطور هذه الأورام.
كما حصلت في العام نفسه على جائزة اكسكوتيفا 2017 من جمعية اكسكوتيفا دي جاليثيا، بالإضافة إلى جائزةفيتاليس و كونستانتس لأفضل بحث في العلوم الحيوية.
وفي عام 2018، تم تكريمها بـ لوحة الشرف من الجمعية الإسبانية للعلماء.
وفي عام 2021، نالت جائزة كارمن وسيفيرو أوتشوا للبحث في البيولوجيا الجزيئية تقديرًا لأبحاثها حول الميلانوما.
أما في عام 2023، فقد حصلت على جائزة فيرناندث لاثورّي تقديرًا لمسيرتها العلمية